# Moyie
Moyie är en ort i Kanada.   Den ligger i provinsen British Columbia, i den södra delen av landet, 3 000 km väster om huvudstaden Ottawa. Moyie ligger 931 meter över havet och antalet invånare är 450. Den ligger vid sjön Moyie Lake.
Terrängen runt Moyie är huvudsakligen lite bergig. Moyie ligger nere i en dal som går i nord-sydlig riktning. Trakten runt Moyie är nära nog obefolkad, med mindre än två invånare per kvadratkilometer..
I omgivningarna runt Moyie växer i huvudsak barrskog.